# Nomogramm
Ein Nomogramm (von altgriechisch νόμος nomos, deutsch ‚Gesetz‘ und γραμμή grammē, deutsch ‚Linie‘), deutsch ‚Netztafel‘, ist ein Diagramm, an dem Werte einer mathematischen Funktion näherungsweise abgelesen werden können. Die Nomographie (Lehre zur Erstellung von Nomogrammen) wurde 1850 von Léon Lalanne und Maurice d’Ocagne begründet.
Die Genauigkeit, mit der die Funktionswerte abgelesen werden, hängt von der Genauigkeit ab, mit der die Markierungen ablesbar sind.
Ein Nomogramm enthält gewöhnlich Skalen, an denen bekannte Werte aufgetragen sind, sowie eine Skala, auf der das Ergebnis abgelesen werden kann. Wenn das Nomogramm eine Funktion zweier Variablen darstellt, dann sind zwei Skalen gegeben, auf denen die Werte der Variablen zu finden sind, und eine Skala, die die gesuchten Werte/Ergebnisse enthält. Verbindet man die beiden Punkte auf den Skalen, wo die Variablenwerte liegen, durch eine Gerade, schneidet diese die Ergebnisskala. Der Schnittpunkt mit der Ergebnisskala gibt den Funktionswert an. Somit ist ein Nomogramm eine Art Analogrechner, ähnlich einem Rechenschieber, mit dessen Hilfe ohne Algorithmen oder aufwändige Berechnungen schnelle Lösungen für Funktionen gefunden werden können, bei denen in der Regel eine Genauigkeit von zwei bis drei Stellen hinter dem Komma ausreicht.
Die Skalenlinien sind nur selten gerade. Komplizierte Funktionen lassen sich oft besser durch krummlinige Skalenkurven angeben.
Praktische Anwendung erfuhren Nomogramm beispielsweise in der Medizin.

## Beispielnomogramme
| Einfaches Nomogramm | Smith-Diagramm                                                                                                |
| Beispiel 1: Einfaches Nomogramm für die Berechnung von {\displaystyle {\tfrac {1}{x}}+{\tfrac {1}{y}}}. Als Beispiel (rote Linie) ist die Rechnung {\displaystyle {\tfrac {1}{42}}+{\tfrac {1}{56}}={\tfrac {1}{24}}} gezeigt. (Die Linie verbindet 42 auf der x-Achse und 56 auf der y-Achse. Das Ergebnis 24 kann als Schnittpunkt mit der Diagonalen abgelesen werden.) Dies kann z. B. zur Berechnung des elektrischen Widerstandes bei Parallelschaltung (oder der Kapazität bei Reihenschaltung) verwendet werden. | Beispiel 2: Smith-Diagramm zeigt, wie die komplexe Impedanz variiert mit der Länge einer Transmissionsleitung |

### Weitere Beispiele
- Dreiecksdiagramm
- Larson-Nomogramm
- Mathematisches Papier
- Rechenschieber